# Resentyment
Resentyment (fr. ressentiment) – w powszechnym rozumieniu silny, zakorzeniony żal bądź uraza do kogoś (czegoś), często skrywany i zwykle powracający na wspomnienie doznanych krzywd.

## Filozofia
Stanowi w niej pojęcie określające zjawisko tworzenia iluzorycznych wartości oraz ocen moralnych jako rekompensaty własnych niemocy i ograniczeń. Przykładowo ilustrowane jest bajką Ezopa o lisie i kwaśnych winogronach: lis, który nie zdołał dosięgnąć winogron, odstępuje mówiąc „I tak były kwaśne”.
Teorię resentymentu sformułował Friedrich Nietzsche, w którego filozofii stanowi on cechę charakterystyczną moralności niewolniczej. Wiąże się z urazą wobec świata, z żalem do życia nie spełniającego oczekiwań. Nietzsche określał resentyment jako stan umysłu, w którym dominuje złośliwość i zawziętość, poprzedzające sytuację związaną z urazem i uczuciem niechęci do niego. Moralność niewolnicza jest reaktywna, ponieważ za dobre uznaje własne cnoty moralne, a za złe cnoty, których nie jest w stanie osiągnąć. W ten sposób słabym pozwala uszlachetnić swoją słabość i zemścić się na jednostkach silnych.

## Socjologia
W mentalności społeczeństwa resentyment wpływa m.in. na przyjęcie przez nie systemów totalitarnych, ponieważ racjonalizują one niepowodzenia poniesione przez społeczeństwo, jak również mają siłę jednoczącą ze względu na wspólną sprawę, a także kierują się przeciw instytucjom dotychczas sprawującym władzę.

## Psychologia
W psychologii zachowanie tego typu określane jest jako „dziecięca reakcja na motywy, których realizacja została zablokowana”.